# André Advíncula
André Vladimir Advíncula Ochoa (1º de setembro de 1991) é um futebolista peruano que atua como atacante. Atualmente, joga pelo Sport Huancayo.
Ele é irmão por parte de pai do Atacante e lateral-direito Luis Advíncula.